# 山崎羊一
山崎 羊一（やまさき よういち）は、日本の元フィギュアスケート選手（ペアスケーティング・男子シングル）。パートナーは野上明子。茨城県出身。
1986年、1987年全日本フィギュアスケート選手権優勝。

## 経歴
1983年、全日本ジュニア選手権の男子シングルで3位に入る。1985年、茨城県代表として国民体育大会に出場し少年男子で優勝。
1986年、野上明子とカップルを組み、NHK杯で5位、全日本選手権では初優勝を果たす。1987年、NHK杯で7位、全日本選手権では二連覇を果たす。

## 主な戦績
- 1983-85シーズンは男子シングル。
- 1986-88シーズンは野上明子とカップル。

| 大会/年         | 1983-84 | 1984-85 | 1985-86 | 1986-87 | 1987-88 |
| --------------- | ------- | ------- | ------- | ------- | ------- |
| 全日本選手権    |         |         |         | 1       | 1       |
| 全日本Jr.選手権 | 3       |         |         |         |         |
| 国民体育大会    |         |         | 1       |         |         |
| NHK杯           |         |         |         | 5       | 7       |